# SoftBank X02T
SoftBank X02T（ソフトバンク エックス ゼロニィ ティー）は、東芝および東芝モバイルコミュニケーション社（→富士通東芝モバイルコミュニケーションズ（以下富士通東芝）→富士通モバイルコミュニケーションズ（以下富士通モバイル））が開発しソフトバンクモバイルが販売するW-CDMA及びGSM通信方式に対応するスマートフォン。2009年12月11日発売。正式名称はdynapocket X02T（ダイナポケット エックス ゼロニィ ティー）。

## 概要
東芝の携帯電話事業が富士通東芝に移管され、富士通東芝名義でのソフトバンクモバイル向け端末は富士通ブランドでも東芝ブランドでも供給されなかったため、ソフトバンクモバイル向けの東芝製端末と東芝ブランド端末のいずれとしても最終機種となった。2012年には、現在の富士通モバイル製・富士通ブランドでARROWS A SoftBank 101Fが発売された。101Fは富士通ブランドではDP-125以来実に14年ぶりの端末で、本機から約2年半ぶりの端末となる。2012年2月17日よりプリモバイルでの供給が開始した。製造終了しているため在庫限りとなる。

## 端末詳細

### 対応サービス・機能
- Windows Mobile 6.5 Professional日本語版搭載
- Windows Live for Windows Mobile 搭載
  - Windows Live メール
  - Windows Live メッセンジャー
- 1GHzCPU搭載
- 4.1インチワイドVGA液晶
- 全画面フルタッチパネル
- 320万画素カメラ
- Wi-Fi
- デコレメール対応（受信のみ）

| 主な対応サービス   | 主な対応サービス                | 主な対応サービス     | 主な対応サービス |
| ------------------ | ------------------------------- | -------------------- | ---------------- |
| S!ともだち状況     | S!速報ニュース                  | S!情報チャンネル     |                  |
| PCサイトダイレクト | 電子コミック                    | S!アプリ             |                  |
| 着うたフル／着うた | デコレメール （受信のみ）       | S!電話帳バックアップ |                  |
| S!FeliCa           | GPS                             | Bluetooth            |                  |
| PCメール           | TVコール                        | 世界対応ケータイ     |                  |
| ワンセグ           | 3G ハイスピード 下り最大7.2Mbps | ハイスペック動画     |                  |